# Béla Ludwig
Béla Ludwig (13 novembre 1889 – 8 settembre 1966) è stato un allenatore di calcio e calciatore ungherese, di ruolo attaccante.